# ورزش در قزوین
قزوین با توجه به دارا بودن امکانات ورزشی اعم از تابستانی و زمستانی و داشتن ورزشگاه سردار آزادگان و سالن ورزشی یادگار امام الوند از پتانسیل ورزشی بالایی برخوردار است.

## ورزشگاه‌ها
ورزشگاه سردار آزادگان
قزوین در زمینی به وسعت ۲۸ هکتار ساخته شده و قرار است در مرحله دوم، یک سالن ورزشی به ظرفیت هزار نفر، یک سالن سرپوشیده و پیست دو و میدانی هم به آن اضافه شود. همچنین ساخت استخر، سالن چند منظوره، زمینهای تنیس، زمین سوارکاری، زمین اسکیت و دریاچه قایقرانی در مراحل بعدی ساخت این مجموعه ورزشی پیش‌بینی شده‌است. شایان ذکر است ساخت این ورزشگاه مراحل پایانی خود را طی می‌کند.

## ورزش‌های هوایی در قزوین

خلبانان چتربال در حال پرواز؛ قزوین، ایران

هم‌زمان با پایه‌گذاری ورزش‌های هوایی در قزوین از سوی صفا هاشمیان کمیته ورزش‌های هوایی استان قزوین در سال ۱۳۸۴ خورشیدی تأسیس شد.مکان ورزشی‌پروازی آسمان آبی قزوین در سال ۱۳۸۹ با حضور مسئولین ارشد کشوری و استانی و پرواز بیش از ۳۰ ورزشکار هوایی از سراسر کشور افتتاح گردید. این پایگاه ورزشی که بین جاده شفیع‌آباد و پارک فدک باراجین قرار دارد با مجوز انجمن ورزش‌های هوایی، فدراسیون انجمن‌های ورزشی و زیرنظر کمیته ورزش‌های هوایی مدیریت می‌شود. مکان ورزشی‌پروازی آبیک قزوین، نام منطقه ویژه ورزش‌های هوایی در شهرستان آبیک قزوین است که در جنوب‌شرقی شهر آبیک استان قزوین واقع شده است.این منطقه به‌عنوان پایلوت کشوری آموزش ورزش‌های هوایی اعم از پاراگلایدر، کایت، رادیوکنترل، پاراموتور و انجام پروازهای آموزشی کوتاه و تمرینات زمینی در سطح کشور معرفی شده است. این مجموعه همه روزه میزبان ورزش‌کارانی از استان‌های هم‌جوار قزوین نظیر البرز و تهران است.قزوین به‌لحاظ اقلیمی با توجه به وجود بادهای مناسب منطقه‌ای، عوارض طبیعی و دشت‌های باز در مجاورت کوه‌ها، بستری مناسب برای ورزش‌های هوایی محسوب می‌شود. فاطمه نوری از بانوان ورزشکار قزوین در مسابقات پاراگلایدینگ قهرمانی کشور که در کردستان برگزار شد توانست نشان طلا و برنز را برای اولین‌بار به‌نام قزوین کسب کند.‌همچنین اولین باشگاه ورزش‌های هوایی کشور در سال ۱۳۹۳ در استان قزوین با مجوز انجمن ورزش‌های هوایی و وزارت ورزش و جوانان تأسیس گردید.شاهین بهرامی ورزشکار هوایی قزوین در خردادماه ۱۴۰۳ موفق به ارتقاء رکورد ارتفاع پرواز در استان قزوین با ثبت ۴ هزار و ۳۰۹ متر از سطح دریای آزاد شد. او در این پرواز توانست به‌وسیله پاراگلایدر از مبدأ مکان ورزشی‌پروازی علی‌یونس واقع در گردنه قسطین‌لار بخش الموت شرقی قزوین در زمان ۲ ساعت تا حوالی روستای زاغه از توابع بخش بشاریات شرقی شهرستان آبیک پرواز کند. امیر رضایی ورشکار هوایی قزوین در تیرماه سال ۱۴۰۳ توانست با ارتقاء رکورد پرواز آزاد مسافت استان قزوین، مسافت ۹۱ کیلومتر را به‌وسیله پاراگلایدر از مبدأ مکان ورزشی‌پروازی علی‌یونس واقع در گردنه قسطین‌لار بخش الموت غربی قزوین در زمان ۲ ساعت و ۳۲ دقیقه تا مقصد روستای هلجرد از توابع کمالشهر شهرستان کرج استان البرز با لمس ارتفاع بیش از ۴ هزار و ۱۲۷ متر از سطح دریای آزاد پرواز کند.در تاریخ ۲۷ مهرماه ۱۴۰۳ به‌مناسبت هفته تربیت‌بدنی در مراسمی با حضور مسئولان ملی و استانی، مکان ورزشی پروازی عباس بابایی با اعتباری معادل ۱۲ میلیارد ریال با پرواز بیش از ۵۰ ورزشکار هوایی رشته پاراگلایدینگ در منطقه الموت غربی قزوین افتتاح شد.شاهین بهرامی، ورزشکار هوایی قزوین در روز شنبه دهم خردادماه، توانست در پروازی بی‌سابقه، مسافت ۸۷+ کیلومتر را به‌وسیله پاراگلایدر از مبدأ مکان ورزشی‌پروازی عقابان الموت واقع در استان قزوین در زمان ۲ ساعت و ۵۴ دقیقه تا ساحل دریای کاسپین در حوالی شهرستان تنکابن استان مازندران پرواز کند. بهرامی در جریان این پرواز توانست از مرز کوه‌های شمالی قزوین و الموت شرقی و از فراز قلل خشچال، کندیگان، سیالان و جاده دوهزار و دشت دریاسر عبور کرده و با افزایش ۲۱۴ متری، رکورد ارتفاع پرواز در استان قزوین را به ۴ هزار و ۵۲۳ متر از سطح دریای آزاد ارتقاء دهد. او پیش از این توانسته بود ارتفاع ۴ هزار و ۳۰۹ متر را در آسمان استان قزوین لمس نماید.

## ورزش‌های زمستانی
مجتمع ورزش‌های زمستانی کامان و زرشک در ۲۵ کیلومتری شهر قزوین قرار دارد. این مجموعه که آخرین مراحل ساخت خود را طی می‌کند دارای یکی از بزرگ‌ترین " تله سی یژ "های کشور به طول ۱۸۰۰ متر می‌باشند که اسکی بازان در این پیست قادرند در محدوده‌ای بین چهار تا پنج کیلومتر ورزش کنند. این مجموعه دارای تاییدیه فدراسیون جهانی در بخش مارپیچ بزرگ و کوچک می‌باشد و به همین سبب برای برگزاری مسابقات بین‌المللی در نظر گرفته شده‌است.